# Andinagrion
Andinagrion is een geslacht van libellen (Odonata) uit de familie van de waterjuffers (Coenagrionidae).

## Soorten
Andinagrion omvat 3 soorten:
- Andinagrion garrisoni von Ellenrieder & Muzón, 2006
- Andinagrion peterseni (Ris, 1908)
- Andinagrion saliceti (Ris, 1904)